# Soraya Saga
Kaori Tanaka (田中 香, née le 18 avril 1969), plus connue sous le pseudonyme Soraya Saga (嵯峨 空哉) est une illustratrice, conceptrice et scénariste de jeu vidéo.

## Biographie
Soraya Saga a rejoint Square au début des années 1990. Elle a travaillé sur Final Fantasy IV: Easy Type, Romancing SaGa, Final Fantasy V et Final Fantasy VI.
Avec son mari Tetsuya Takahashi, elle propose un scénario pour Final Fantasy VII jugé trop sombre et compliqué par la direction mais plein de potentiel. Il lui est alors proposé de travailler sur un nouveau projet qui deviendra Xenogears. Ce jeu lancera la série Xeno sur laquelle elle continuera à travailler.
En 2008, elle scénarise le jeu Soma Bringer.